# Lucjusz Bilik
Lucjusz Wiktor Bilik (ur. 3 czerwca 1950) – polski samorządowiec, działacz turystyczny i sportowy, nauczyciel, wiceprezes Polskiego Towarzystwa Turystyczno-Krajoznawczego, radny Opola.

## Życiorys
Pracował krótko jako salowy i inspektor w przedsiębiorstwie Ruch. Z zawodu nauczyciel wychowania fizycznego, absolwent Akademia Wychowania Fizycznego we Wrocławiu. W latach 1974–1986 pozostawał instruktorem Związku Harcerstwa Polskiego, wszedł w skład prezydium Komendy Chorągwi ZHP w Opolu i do 1977 był jej komendantem. Zajmował się organizacją rajdów pieszych i rowerowych. W drugiej połowie lat 90. zajął się działalnością biznesową w branży piwowarskiej jako dyrektor spółki Lech Opole i szef regionu w Browarze Namysłów.
Wieloletni działacz Polskiego Towarzystwa Turystyczno-Krajoznawczego, w latach 1977–1992 wiceprezes oddziału w województwie opolskim, później kierownik ośrodka programowego PTTK w Opolu i dyrektor oddziału na Śląsku Opolskim. W 2017 członkiem władz centralnych PTTK, a od 2023 wiceprezesem. W 2013 został członkiem honorowym PTTK. Działał także w klubach sportowych, m.in. jako wiceprezes drużyny żużlowej Kolejarz Opole, a od 2022 jej honorowy prezes. Od 2008 do 2012 zastępca dyrektora Departamentu Kultury i Sportu Urzędu Marszałkowskiego Województwa Opolskiego, w 2012 przeszedł na stanowisko doradcy marszałka opolskiego ds. sportu. Później został też wiceprezesem Opolskiej Regionalnej Organizacji Turystycznej.
Związał się z Unią Pracy. W 2002 kandydował bezskutecznie do rady miejskiej Opola. W 2006 i 2010 wybierany do tego organu, w 2014 nie uzyskał reelekcji. Do 2012 kierował klubem SLD-UP w opolskiej radzie miasta. W 2007 kandydował do Senatu z listy Lewicy i Demokratów w okręgu nr 20, zajmując 6. miejsce na 15 kandydatów. Ponadto wystartował do Sejmu w wyborach parlamentarnych w 2011.

## Odznaczenia
Odznaczony Krzyżem Kawalerskim Orderu Odrodzenia Polski za wybitne zasługi w działalności na rzecz rozwoju turystyki (2010), Złotym Krzyżem Zasługi za zasługi w działalności społecznej (2004) i Srebrnym Krzyżem Zasługi (1984) oraz Złotą Odznaką „Zasłużony Działacz Turystyki” (1994). Wyróżniony także m.in.: Odznaką „Zasłużony dla Miasta Opola” (1975), Odznaką „Zasłużonemu Opolszczyźnie” (1983), Złotą Honorową Odznaką PTTK (1986), Krzyżem „Za Zasługi dla ZHP” (1997), Srebrnym (2007) i Złotym (2009) Medalem za Zasługi dla Polskiego Ruchu Olimpijskiego , Opolskim Lwem Turystyki w kategorii działalność społeczna (2023), a także innymi odznaczeniami organizacji sportowych i turystycznych.